# Oross Márton
Oross Márton (Győr, 1981. március 3. –) magyar labdarúgó, csatár.

## Sikerei, díjai
Magyar bajnokság bronzérmese: 2008-2009